# 40/4 의자

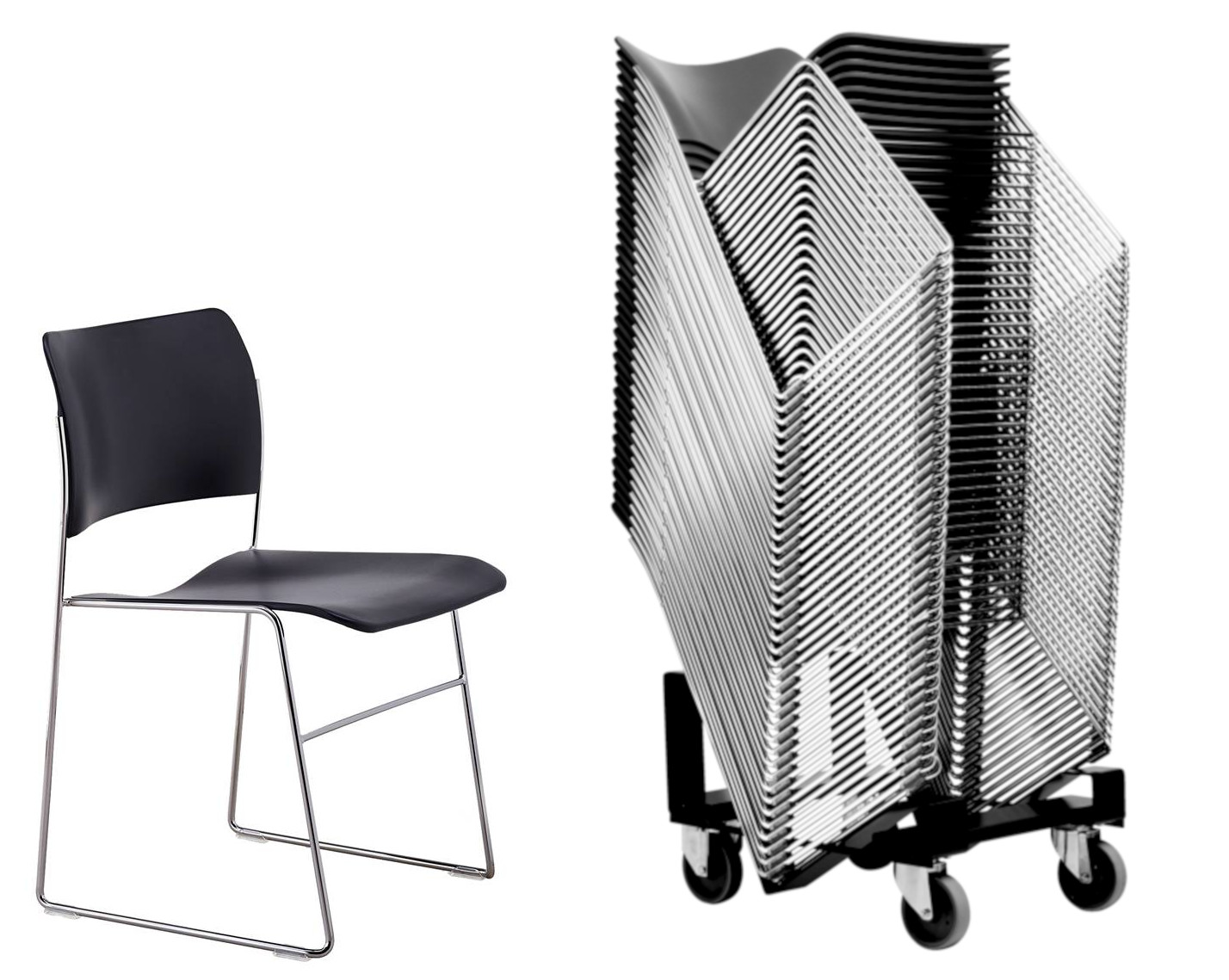
40/4 의자의 모습

40/4 의자는 완벽하게 겹치도록 쌓을 수 있는 의자의 초기 형태이다. 1953년 해리 시벨이 겹치게 쌓는 의자 아이디어를 처음 고안했다.  1964년에 데이비드 롤랜드는 40/4 의자를 디자인했다. 40개의 의자가 4피트(120cm) 높이 안에 쌓일 수 있으며, 이러한 특징을 제품의 이름에 반영했다. 시간이 지나 이 의자는 여러 디자인 상을 받았고, 뉴욕 현대 미술관의 영구 소장품이며 다른 국제적인 박물관에도 있다.

## 같이 보기
- 산업 디자인